# Advantage Cars Prague Open 2019
Открытый чемпионат первого теннисного клуба Чехии 2019 (по спонсорским причинам известный как Advantage Cars Prague Open 2019) — профессиональный теннисный турнир, который разыгрывался на открытых грунтовых кортах «I.ČLTK».
Турнир-2019 является 18-м по счёту, проводящимся здесь для женщин и 26-м по счёту — для мужчин. В этом году он относился к серии ATP Challenger с призовым фондом в 46 тысяч евро и серии ITF с призовым фондом в 60 тысяч долларов.
Соревнования проходили в Праге с 22 по 28 июля 2019 года. Турнир входил в серию соревнований, расположенную в календаре между Уимблдоном и турнирами в Канаде.
Прошлогодние победители:
- в мужском одиночном разряде —  Лукаш Росол
- в женском одиночном разряде —  Ришел Хогенкамп
- в мужском парном разряде —  Сандер Жийе и  Йоран Влиген
- в женском парном разряде —  Корнелия Листер и  Нина Стоянович

## Общая информация
Лидером посева в мужском одиночном турнире стал Андрей Мартин (№ 119 в мире на тот момент). Словак покинул турнир уже после стартового матча, а титул достался несеянному Марио Вилелье Мартинесу. 24-летний теннисист выиграл на местных кортах шесть матчей, пройдя трёх сеянных оппонентов; в финале он справился с Цзэном Чжуньсием. Прошлогодний чемпион — Лукаш Росол — защищал свой титул, уступив в четвертьфинале Карлосу Табернеру. Cеянные заняли восемь мест в третьем раунде, а к полуфиналу полностью покинули турнир. В четвертьфинальной стадии проиграл и последний игрок, не отобравшийся в сетку по рейтингу: обладатель специального приглашения Лукаш Клейн. Во втором раунде на его счету победа над 15-м сеянным Даниэлем Химено Травером.
Лидером посева в женском одиночном турнире стала Тереза Мартинцова (№ 138 в мире на тот момент). Чешка добралась до четвертьфинала, где уступила соотечественнице Анастасии Зарицкой. Титул же достался третьей сеянной Тамаре Корпач, в финале справившейся с Денисой Аллертовой. Прошлогодняя чемпионка — Ришел Хогенкамп — защищала свой титул и добралась до полуфинала, где прервала свои выступления из-за травмы. Сеянные заняли пять мест в четвертьфиналах.
Лидерами посева в мужском парном турнире стали Натаниэл Ламмонс и Луис Мартинес (97-я и 144-я ракетки мира в тот период). Представители США и Венесуэлы покинули пражский чемпионат уже на старте, а титул достался третьим сеянным Ариэлю Беару и Гонсало Эскобару. Уругваец и эквадорец выиграли один за другим четыре матча, а в финале справились с Андреем Голубевым и Александром Недовесовым. Прошлогодние чемпионы — Сандер Жийе и Йоран Влиген — не защищали свой титул. Беар и Эскобар остались единственной сеянной командой уже на стадии второго раунда.
Лидерами посева в женском парном турнире стали Река-Луца Яни и Кверина Лемойне (148-я и 260-я ракетки мира в тот период). Венгерка и нидерландка покинули турнир уже после первого матча, а титул достался Николете Даскэлу и Ралуке Шербан. Румынка и киприотка выиграли один за другим четыре матча, а в финале справились с Луцией Градецкой и Йоханой Марковой. Прошлогодние чемпионки — Корнелия Листер и Нина Стоянович — не защищали свой титул. Сеянные заняли два места в полуфиналах.

## Соревнования

### Мужчины. Одиночный турнир
- Марио Вилелья Мартинес обыграл  Цзэна Чжуньсиня со счётом 6-4 6-2.
- Вилелья выиграл 1-й одиночный титул в сезоне и 10-й за карьеру в протуре.
- Чзэн сыграл 1-й одиночный финал в сезоне и 4-й за карьеру в протуре.

### Женщины. Одиночный турнир
- Тамара Корпач обыграла  Денису Аллертову со счётом 7-5 6-3.
- Корпач выиграла 1-й одиночный титул в сезоне и 8-й за карьеру в протуре.
- Аллертова сыграла 3-й одиночный финал в сезоне и 18-й за карьеру в протуре.

### Мужчины. Парный турнир
- Ариэль Беар /  Гонсало Эскобар обыграли  Андрея Голубева /  Александра Недовесова со счётом 6-7(4) 7-5 [10-8].
- Беар выигрывает 2-й парный титул в сезоне и 17-й за карьеру в протуре.
- Эскобар выигрывает 2-й парный титул в сезоне и 11-й за карьеру в протуре.

### Женщины. Парный турнир
- Николета Даскэлу /  Ралука Шербан обыграли  Луцию Градецкую /  Йохану Маркову со счётом 6-4 6-4.
- Даскэлу выигрывает 2-й парный титул в сезоне и 4-й за карьеру в протуре.
- Шербан выигрывает 1-й парный титул в сезоне и 12-й за карьеру в протуре.